# Anis - Instituto de Bioética
A Anis - Instituto de Bioética (nome antigo "Anis - Instituto de Bioética, Direitos Humanos e Gênero"), também conhecida somente por Anis, é uma organização feminista, não-governamental e sem fins lucrativos, fundada em 1999, em Brasília. Sua missão é promover a igualdade e os direitos humanos de mulheres e minorias. A Anis é uma organização reconhecida pelo trabalho de pesquisa e defesa dos direitos humanos em temas como direitos sexuais, direitos reprodutivos, deficiências, saúde mental, violência contra a mulher e sistemas penal e socioeducativo.
A Anis conta com uma equipe multidisciplinar de profissionais com larga experiência em pesquisa com intervenção social. Desde 2002, a Anis está cadastrada no diretório de grupos de pesquisa do Conselho Nacional de Pesquisa e Desenvolvimento Tecnológico (CNPq) como instituição de pesquisa em bioética, ciências sociais e ciências humanas. A Anis foi a primeira organização não-governamental, sem fins lucrativos, constituída para a pesquisa, assessoramento e capacitação da bioética na América Latina, visando também a democratização do conhecimento em tal área, e é apontada como um dos principais centros acadêmicos de reflexão bioética no Brasil.
A Anis possui sede em Brasília, desenvolve suas atividades desde 1999, e conta com uma equipe multidisciplinar de profissionais, todos com experiência em bioética. Em 2001, a criou a editora LetrasLivres para servir de mecanismo de divulgação das pesquisas em ética e bioética feminista da instituição. Desde 2002, a ANIS está cadastrada no diretório de grupos de pesquisa do Conselho Nacional de Pesquisa como instituição de pesquisa em bioética e é, também, ponto focal de bioética da Organização Pan-Americana de Saúde.
Em 2008, a Anis foi uma das especialistas nomeadas pelo Supremo Tribunal Federal do Brasil para cooperar em um caso onde se discute a constitucionalidade da pesquisa com células-tronco (a Ação Direta de Inconstitucionalidade (ADI) 3510), e o documento da Anis recebeu quarenta e dois prêmios internacionais. A Anis também foi uma das especialistas nomeadas pelo Supremo Tribunal Federal para ser ouvida na Arguição de Descumprimento de Preceito Fundamental (ADPF) 54, em que é discutida a possibilidade de aborto em caso de anencefalia.